# Shimon Attie

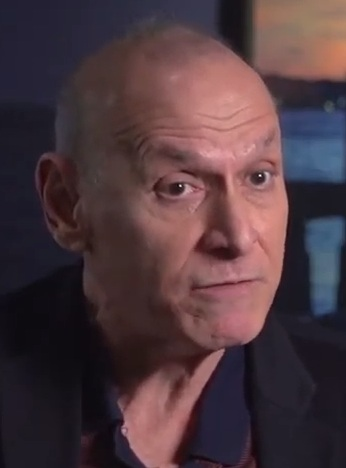
Shimon Attie

Shimon Attie (* 1957 in Los Angeles) ist ein US-amerikanischer Fotokünstler.

## Leben
Shimon Attie studierte am San Francisco Art Institute (SFAI) und machte dort 1991 seinen Master of Fine Arts (MFA). Seine ersten Arbeiten waren über die jüdische Identität, die Geschichte des Zweiten Weltkriegs und den Holocaust.
Nach der politischen Wende in Deutschland zog er 1991 nach Berlin. Bei seiner ersten Installation Writing on the Wall 1991/92 im Berliner Scheunenviertel projizierte Attie historische Fotos vormaliger und mutmaßlich ermordeter Bewohner auf die Straßenfront von Häusern, so in der Mulackstraße 37 und in der Joachimstraße 2, und dokumentierte diese Projektionen als Foto und als Video. Das Haus Grenadierstraße 7 erhielt so die Ansicht auf die Hebräische Buchhandlung aus dem Jahr 1930 zurück. Mit der Projektionstechnik arbeitete er in den nächsten Jahren auch in Dresden (1993), Kopenhagen (1995), Köln (1995), vor dem Anne-Frank-Haus in Amsterdam (1995) und in Krakau (1996).
Die Ergebnisse seiner Arbeit konnte er in Gruppenausstellungen, so 1994/95 im MoMA, 2003 im San Francisco Museum of Modern Art, 2007 im Centre Georges Pompidou und 2013 im Art Institute of Chicago, präsentieren und in vielen Einzelausstellungen. 2011 war er mit einer Arbeit bei der Videonale im Kunstmuseum Bonn vertreten.
Seit 1997 arbeitet Attie in New York City.

## Werke/Ausstellungen (Auswahl)
- The attraction of onlookers: Aberfan: an anatomy of a Welsh village. Vorwort John Humphrys. Text Melanie Doel, Chris Townsend. Cardigan: Parthian, 2008
- An Unusually bad lot. Video. Produzentin Branka Bogdonov. Boston: Institute of Contemporary Art, 2000
- Between dreams and history: the making of Shimon Attie's public art projects. Video. Produzent Ben Lomond. The Video Project, 2000?
- Sites unseen: europäische Projekte; Installationen und Fotografien / Shimon Attie. Mit einer Einführung von James Young. Übersetzung Reinhold Tyrach, Marion Jentzsch. Heidelberg: Umschau, 1998
- Die Schrift an der Wand: Shimon Attie, Photographien und Installationen; jüdische Vergangenheit im Berliner Scheunenviertel. Mit Texten von Shimon Attie, Michael André Bernstein, Erwin Leiser. Übersetzung Philip Matson. Heidelberg: Ed. Braus, 1993
- Finstere medine: Projektionen im Scheunenviertel: a work in progress. Berlin: Galerie im Scheunenviertel, 1992